# Effetto Droste

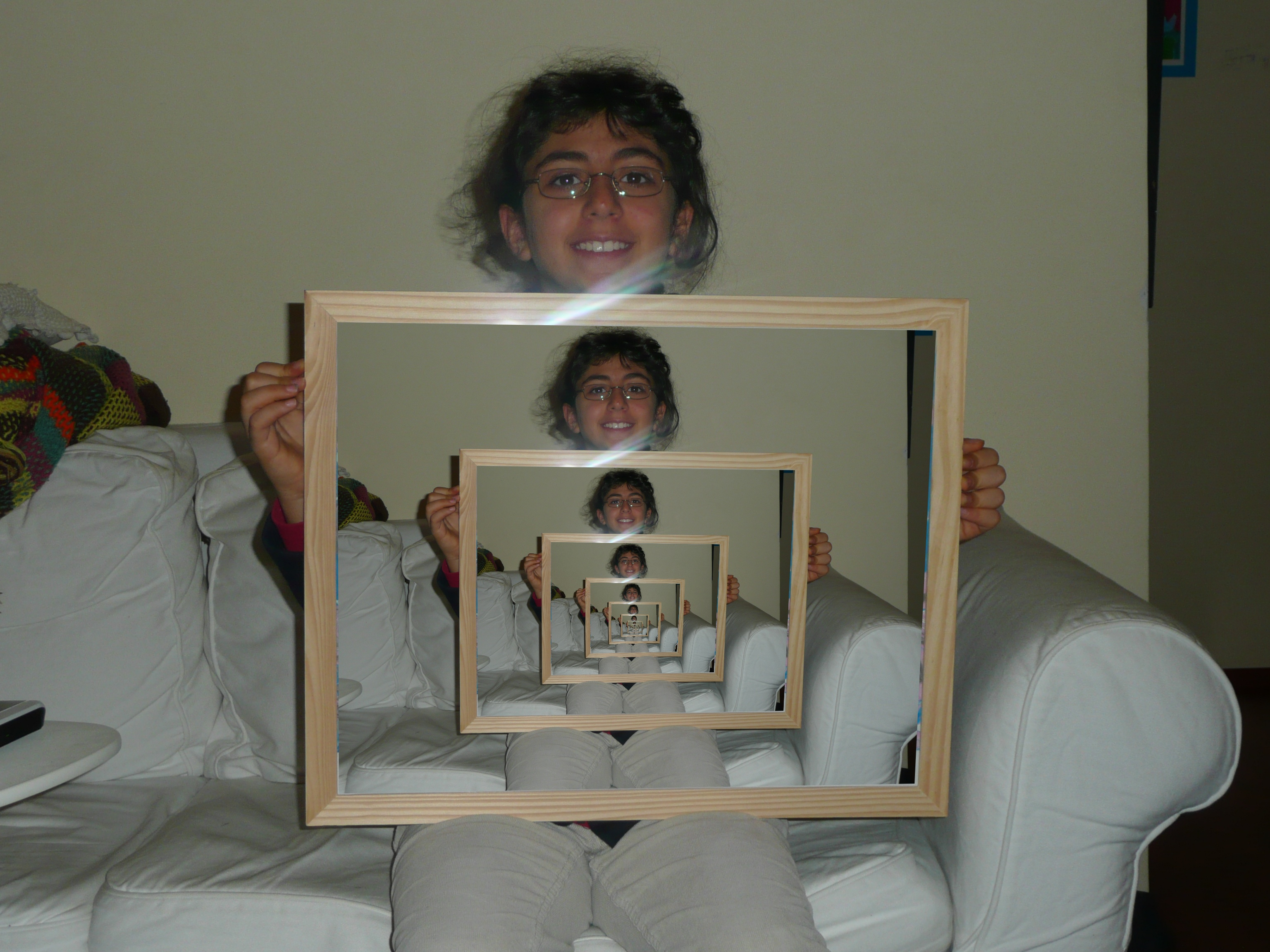
Esempio di effetto Droste: in questo casso è stata inserita la stessa immagine all'interno della cornice in maniera ricorsiva tramite elaborazione digitale.

L'effetto Droste è un particolare tipo di grafica ricorsiva.

## Descrizione

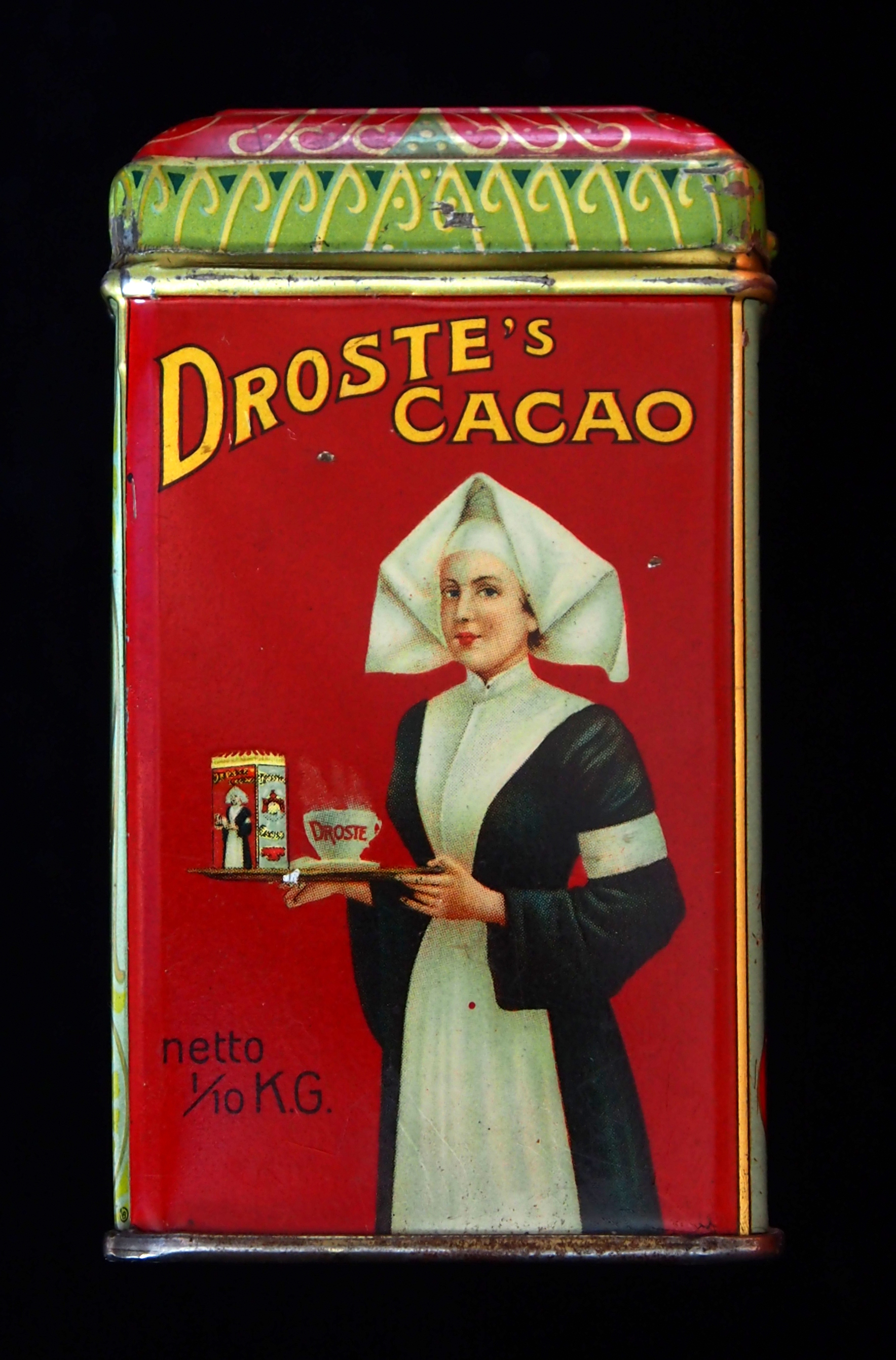
La scatola di cioccolata Droste

Un'immagine in cui è presente l'effetto Droste possiede una piccola immagine di sé stessa, localizzata dove dovrebbe trovarsi se si trattasse di un'immagine reale. Questa piccola immagine inoltre contiene a sua volta una versione ancora più ridotta di sé stessa, e così via. Tecnicamente non c'è limite al numero di iterazioni, ma in pratica si continua fino a quando la risoluzione permette di distinguere un cambiamento.
La dicitura "effetto Droste" venne coniata alla fine degli anni settanta del Novecento dal poeta e giornalista Nico Scheepmaker, il quale prese spunto dalla marca olandese di cacao Droste, sulla cui scatola era presente l'immagine di un'infermiera che teneva in mano un vassoio con una tazza e una scatola della stessa marca; questa pubblicità fu creata da Jan Misset nel 1904.

## Esempi

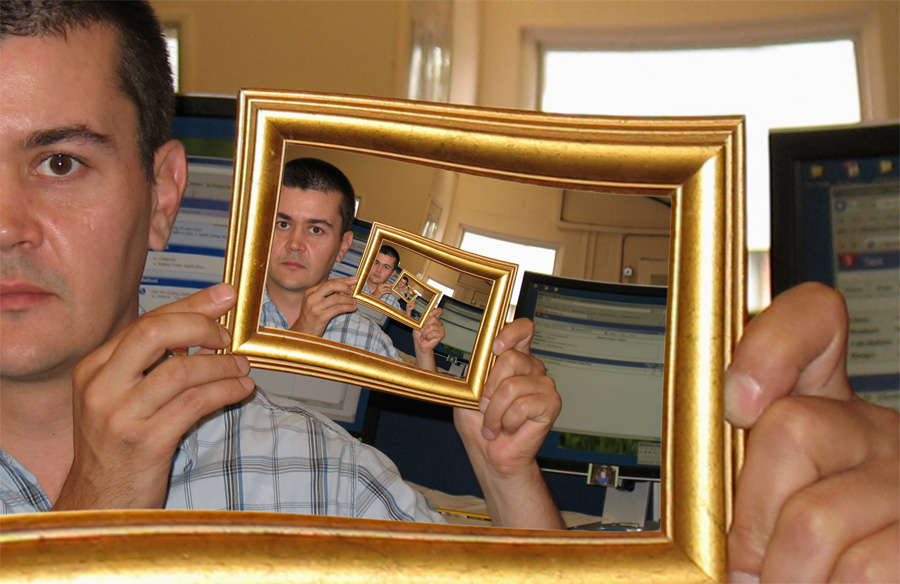
Effetto Droste ricavato da elaborazione digitale di ritratto fotografico

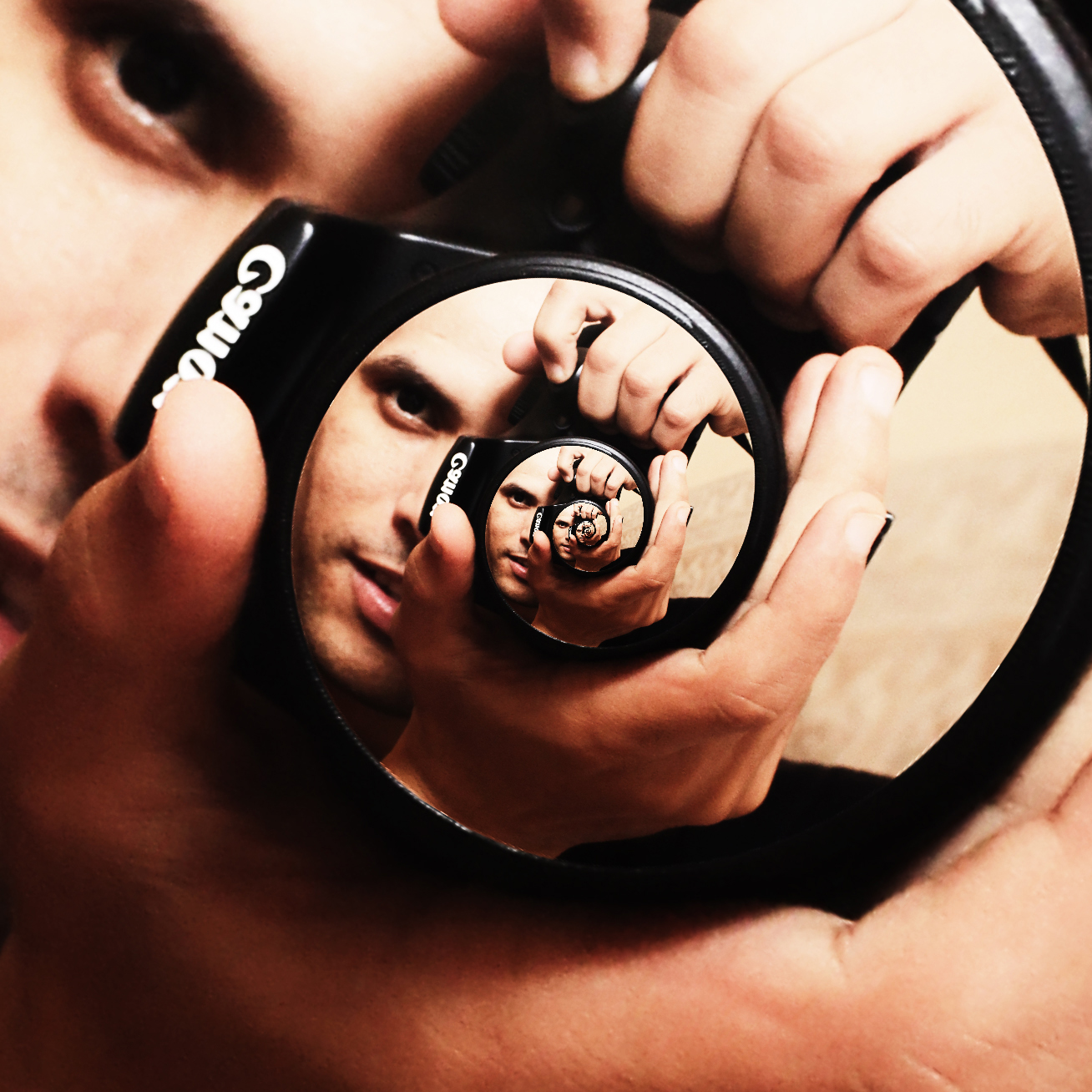
Ulteriore esempio.

- Ulteriore esempio. Un esempio di effetto Droste può essere creato facilmente posizionando l'uno davanti all'altro due specchi; questo si verificava spontaneamente negli scompartimenti delle vecchie carrozze ferroviarie, dotate di specchi contrapposti. Un altro metodo più tecnologico consiste nel riprendere uno schermo televisivo che mostra ciò che viene ripreso.
- Nel verso del Polittico Stefaneschi di Giotto (circa 1320) è visibile il polittico stesso offerto a san Pietro dal committente Jacopo Caetani degli Stefaneschi.
- Un altro marchio commerciale è quello dei formaggini francesi La vache qui rit, con una mucca adornata da orecchini che riproducono ricorsivamente la scatola dei formaggini stessi; la grafica fu creata dall'illustratore Benjamin Rabier (1926). Un vecchio marchio anch'esso francese e anch'esso di formaggio era Le berruyer.
- Una pubblicità italiana era quella dei Lubrificanti Fiat - creata da Marcello Nizzoli nel 1928 - nella quale un omino aveva lattine d'olio al posto di mani e piedi, le quali mostravano ricorsivamente l'insieme dell'immagine.
- Il disegno ricorsivo è stato utilizzato dall'artista Maurits Cornelis Escher; come in Galleria di stampe (1956)[2], dove partendo dallo sguardo di un visitatore ritratto a osservare il paesaggio di un quadro appeso nella galleria, lo sguardo prosegue passando impercettibilmente dal dipinto al paesaggio reale ritrovandosi, dopo un percorso circolare, a osservare la nuca del visitatore attraverso la vetrata della galleria stessa, in una successione potenzialmente infinita[3].
- Il 28 dicembre 1958 la popolare rivista La Domenica del Corriere pubblicò in copertina un disegno dell'illustratore Walter Molino, che rappresenta una famiglia intenta a sfogliare un volume la cui copertina raffigura ricorsivamente la scena stessa.
- Lo stemma di Agilulfo, il cavaliere inesistente protagonista dell'omonimo romanzo di Italo Calvino (1959), presenta due tendaggi aperti su uno stemma recante a sua volta due tendaggi aperti su un altro stemma più piccolo, così fino a un dettaglio infinitesimale.
- L'autoritratto del pittore e illustratore statunitense Norman Rockwell (1960).
- La copertina del numero 7 della prima serie del periodico I Classici di Walt Disney, intitolato I gialli di Paperino (1961), ritrae Paperino e Qui, Quo, Qua in evidente tensione durante la lettura di un poliziesco: il volume che stanno leggendo è appunto I gialli di Paperino.
- La copertina dell'album Ummagumma (1969) dei Pink Floyd, in cui la fotografia del gruppo si ripete, con alcune modifiche, nella cornice di un quadro che fa parte della fotografia stessa.
- Il video di Bohemian Rhapsody dei Queen (1975).
- La scena del film Balle Spaziali (1987) di Mel Brooks in cui l'equipaggio della Spaceball One, per sapere dove sono fuggiti i protagonisti, visiona la videocassetta del film avvolgendo in avanti, giungendo alla stessa scena che si sta svolgendo fino a quando poi la videocassetta passa alle immagini del luogo in cui si sono diretti.
- La copertina di Simpsons Comics #4.
- La copertina del libro, intitolato Comprate il mio libro (1996), con la foto dell'autrice Irene Pivetti che regge una copia del libro stesso, generando così una ricorsività illimitata.
- La copertina di una versione del gioco per PC tratto dal quiz televisivo L'eredità (2003), in cui compare Amadeus che tiene in mano e indica la custodia del gioco, con la stessa copertina.
- La copertina del libro, intitolato proprio Libro (2020), con la foto dell'autore Maccio Capatonda che regge una copia del libro stesso, generando così una ricorsività illimitata.
- L'effetto Droste è spesso usato nelle animazioni di YouTube di Cyriak.